# 가나이촌 (야마가타현 히가시무라야마군)
가나이촌(金井村)은 야마가타현 히가시무라야마군에 설치되었던 촌이다.